# Sazonalidade ambiental
A sazonalidade ambiental é um conceito utilizado para ilustrar os efeitos das mudanças climáticas no ambiente de acordo com o período do ano em que se encontra, podendo variar mais ou menos intensamente dependendo de onde o local está situado. Tal influência leva em consideração todas as características que interferem no meio observado, como temperatura, umidade, quantidade de luz recebida, entre outros, e todos esses fatores juntos contribuem para que haja certo dinamismo e renovação. A sazonalidade pode ser prejudicial ou benéfica no âmbito individual, fazendo com que tenha um papel crucial na história natural e de vida das espécies que vivem no local, à medida que quanto mais afetado por ela o ecossistema for, maior será a exposição dos seres vivos a ambientes diferentes e estressantes, além de mudanças que muitas vezes alteram, em menor ou maior escala, toda a dinâmica deste. Com isso, além de aumentar a diversidade de espécies na área devido à diferenciação dos nichos com o passar do tempo e das características do meio, guia a seleção natural de forma relevante, provocando seleção de seres muitas vezes específicos para certos períodos ou seres mais generalistas. Além disso, a variação sazonal pode levar à alteração de compostos biológicos e não biológicos em dimensão considerável no ambiente, causando, fora as mudanças físico-químicas abióticas, uma maior ou menor produção de metabólitos específicos que serão transmitidos para todo o ambiente durante a vida e após a morte dos indivíduos que os sintetizam.
Para que possam conviver bem com a sazonalidade, as espécies se distribuem em três tipos de expectativa de vida: consideravelmente mais longos que o período de sazonalidade do local, comparável ao período de sazonalidade e em períodos bem mais curtos que o da sazonalidade. Isso amplia as possibilidades de estratégias de sobrevivência, com cada espécie tendo às desenvolvido com base nisso, como pode ser visto em animais que migram ou hibernam para suportar períodos de escassez (normalmente de vida mais longa), sofrem mudanças corporais em períodos específicos, ou plantas que produzem bancos de semente no solo e que irão germinar em momentos específicos.

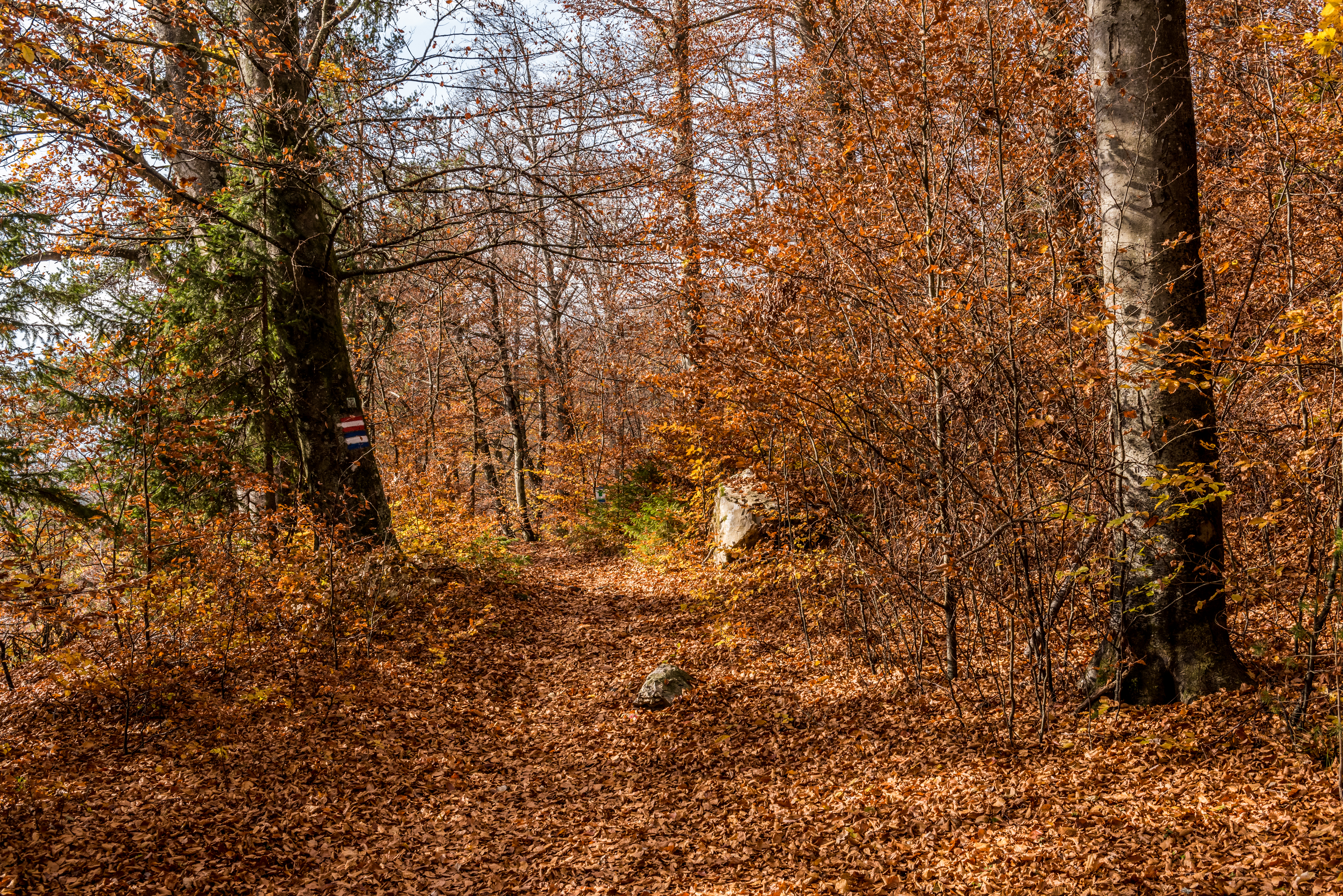
Árvores perdendo suas folhas em resposta à sazonalidade ambiental

## Causas da Sazonalidade Ambiental

### Inclinação do eixo da Terra
A distribuição da radiação solar ao longo da extensão da superfície terrestre não é homogênea, ou seja, existe uma distribuição desigual de calor e luz solar nas diferentes partes da Terra. Essa incidência da radiação do Sol sobre os hemisférios também varia no tempo, fazendo com que ao longo de um ano ocorra um período com mais luz e calor, o verão, e um período de menos luz e calor, o inverno.  

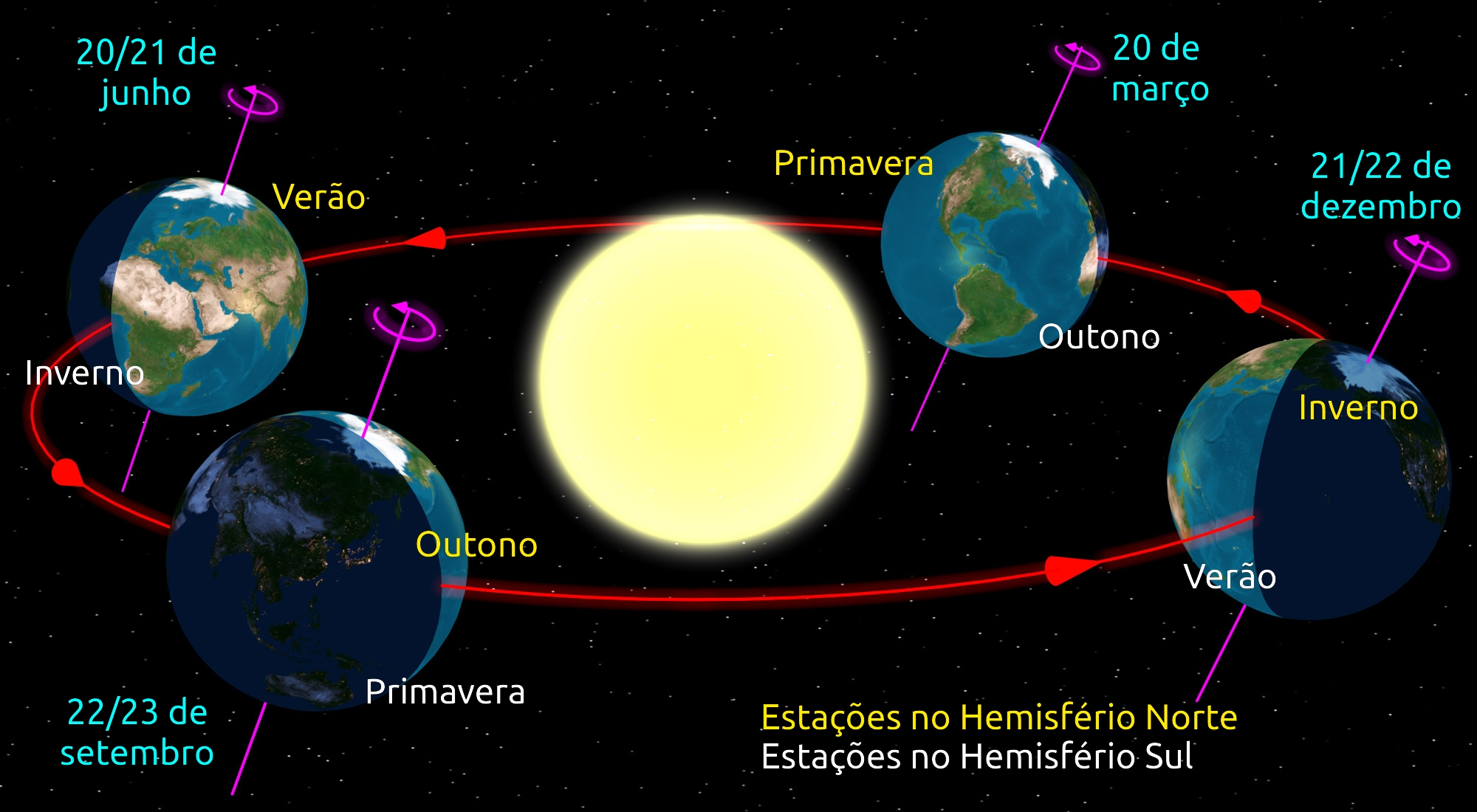
A sazonalidade é resultado da inclinação do eixo da Terra

Essas mudanças sazonais são resultado da inclinação do eixo da Terra. O eixo terrestre se trata da linha imaginária traçada do polo Norte ao polo Sul e a sua inclinação de 66,5º em relação ao plano orbital da Terra proporciona que um hemisfério possa receber radiação solar mais diretamente que o outro hemisfério. À medida que a Terra orbita o Sol ao longo do curso de um ano, a orientação de seu eixo relativo ao Sol também varia, fazendo com que a incidência de luz e calor do Sol sobre os hemisférios varie igualmente neste período de tempo, dessa forma, no Hemisfério Norte, o verão começa em junho, quando o hemisfério está inclinado em direção ao Sol; enquanto isso, o Hemisfério Sul por sua vez está orientado para longe do Sol e inicia-se o inverno. Sendo assim, essas mudanças resultantes da intensidade da radiação solar originam a variação climática sazonal e são a principal causa das estações do ano: inverno, primavera, verão e outono nas altas latitudes e da alternância úmido-seco nas regiões tropicais.
As variações sazonais na incidência de radiação solar são relativamente pequenas nos trópicos e se acentuam em direção às zonas temperadas e polares, dessa forma, as variações climáticas sazonais também se acentuam no mesmo sentido. Como resultado, zonas temperadas e polares experienciam variações pronunciadas na temperatura durante o ano e possuem estações do ano bem definidas, enquanto nos trópicos, a sazonalidade é marcada principalmente por mudanças na precipitação em vez de mudanças de temperatura. A duração do dia também é afetada pelas variações sazonais no ângulo de incidência de luz solar. O verão nas regiões que se encontram acima de 66,5º de latitude Norte e Sul é marcado por um longo dia no qual o Sol não se põe por dias, semanas e até mesmo meses. De forma semelhante, durante o inverno, o ângulo do Sol não atinge altura suficiente para que a superfície dessas regiões se aqueça. Durante os períodos de solstício de verão, a entrada de energia é máxima; enquanto que nos solstícios de inverno, é mínima.

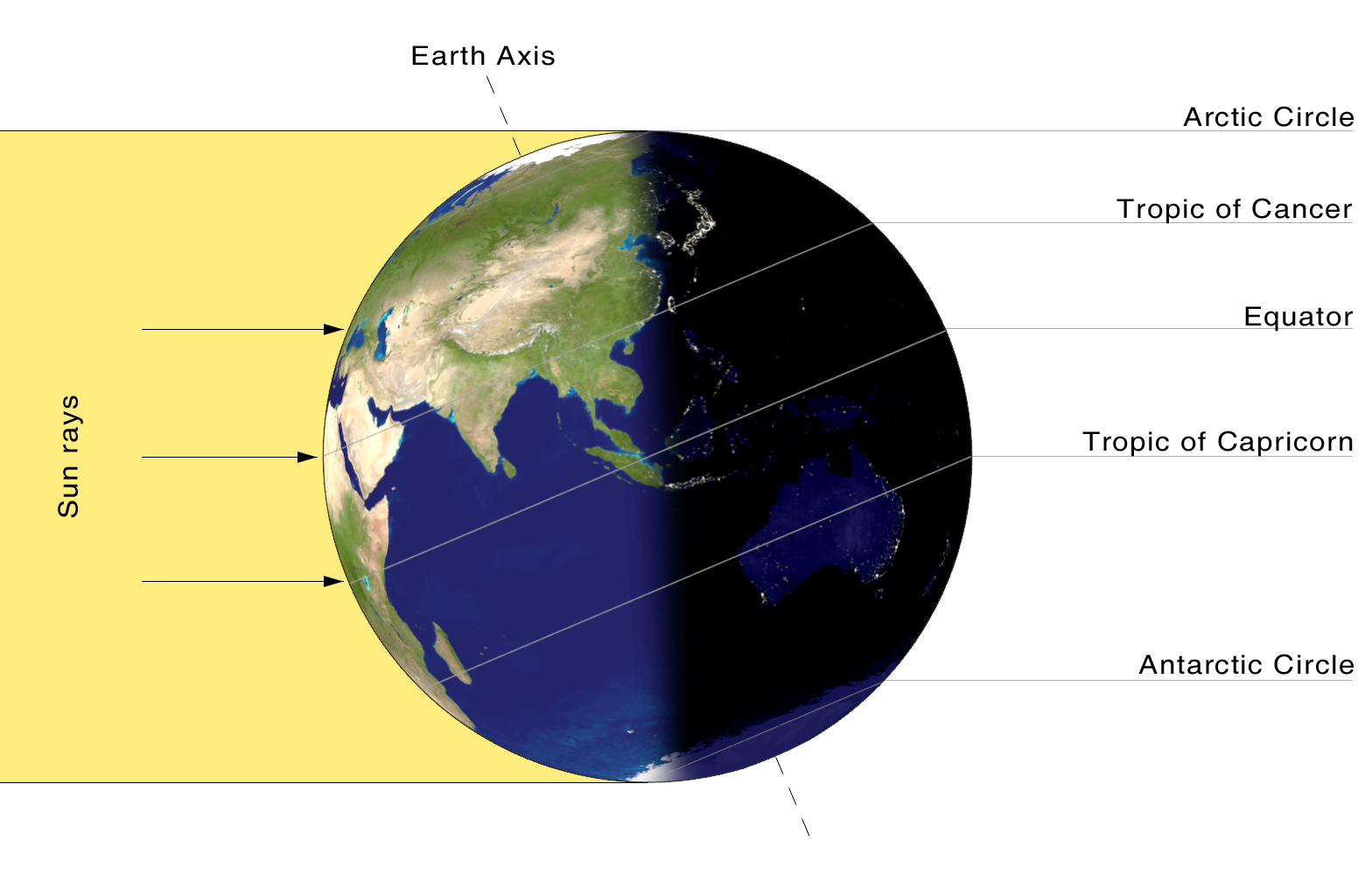
Imagem ilustrando o fenômeno de solstício na Terra

Assim, podemos observar que as variações sazonais se manifestam em diferentes níveis nos diferentes hemisférios, e as variações fazem com que os ecossistemas não sejam estáticos, mas sim dinâmicos e variáveis. Essas variações climáticas são responsáveis por determinar a gama de condições ambientais experimentadas pelos organismos de determinado local, bem como a disponibilidade de recursos e habitats de que eles necessitam para sobreviver.

### Massas de água e ar
Além das diferenças na incidência e distribuição da radiação solar, outro fator que contribui para que o Hemisfério Norte apresente variações sazonais bem delimitadas é o efeito que as massas de água exercem sobre o clima. A água tem uma capacidade térmica maior que o solo, isso significa que a água absorve e armazena mais energia que o solo sem sofrer alterações expressivas de temperatura. Essa propriedade física da água garante que a radiação solar possa aquecer a superfície do solo mais do que a da água durante o verão, e pelo mesmo motivo, durante o inverno o mar se mantém mais aquecido que as massas de terra continentais que se encontram na mesma latitude. Dessa forma, as variações sazonais na temperatura são menos acentuadas sobre os oceanos do que sobre os continentes, e por conta disso, as massas d'água oceânicas exercem efeito moderador nas variações de temperatura terrestre. Uma vez que o Hemisfério Norte possui uma proporção de massas de água muito menor, o efeito moderador das massas oceânicas também é menor nesse hemisfério, permitindo maior variação de temperatura em comparação aos trópicos, onde a temperatura se estabiliza em torno dos 20ºC. 

O Hemisfério Norte possui maior proporção de massas de terra continental

Além de possuir variações sazonais de temperaturas menores que o continente, os oceanos também proporcionam uma maior fonte de umidade para a formação de nuvens e precipitação. Esses fatores somados fazem com que a proximidade dos oceanos seja outro fator determinante nas variações sazonais, em outras palavras, as regiões terrestres litorâneas são influenciadas pelo oceano adjacente e experimentam menor variação na temperatura diária e sazonal quando comparadas a  regiões continentais mais distantes da costa de latitudes similares.
A radiação solar incidente na zona equatorial (23,45° S, 23,45° N) atua de forma a promover a transpiração e a evaporação, fazendo com que o ar quente e úmido ascenda. Mesmo que este ar ascendente perca parte de sua umidade na zona tropical, ele ainda contribui para a formação de um ciclo onde o ar mais seco desce na faixa dos 30° da latitude norte e sul, se aquecendo à medida que a pressão aumenta, contribuindo para a estabilização da atmosfera.

### Sazonalidade em Ambientes Aquáticos
Nas zonas temperadas e polares os ambientes aquáticos também experimentam transformações em decorrência das mudanças climáticas das estações do ano, mas como vimos, devido às propriedades caloríficas da água elas não são tão acentuadas como as que ocorrem sobre a terra. Como o gelo tem uma densidade menor do que a água em estado líquido ele se forma na superfície dos corpos hídricos no inverno, o gelo também apresenta um albedo maior que o da água, isto é, um maior poder de refletir a radiação, fazendo com que o gelo na superfície de um lago ou de oceanos polares efetivamente impeça o aquecimento da água que se encontra níveis abaixo. As diferenças na temperatura e consequentemente na densidade da água com a profundidade impedem que as camadas de água superficiais se misturem livremente com as camadas mais frias e densas que se encontram abaixo e isso resulta na estratificação dos corpos d’água. Essa estratificação é determinante no movimento de nutrientes e oxigênio de lagos e oceanos e dessa forma ela tem grandes implicações na dinâmica dos organismos aquáticos. Como consequência, em lagos de zonas temperadas, as variações sazonais na temperatura e na densidade da água resultam em variações sazonais na estratificação da água. Dessa forma, no verão, a camada superficial, chamada epilímnio, é a mais quente e exibe a atividade de populações de fitoplâncton e zooplâncton, abaixo da superfície está uma zona de rápido declínio da temperatura, chamada de termoclina e abaixo da zona termoclina está uma camada estável de água, mais fria e mais densa, chamada hipolímnio. No verão, os organismos mortos na superfície afundam para as zonas ao fundo do lago, carregando nutrientes e energia para longe das águas superficiais. Nas estações mais frias a camada superficial da água se esfria, por conseguinte a sua densidade aumenta até que ela tenha a mesma densidade das camadas abaixo, isso somado aos ventos que sopram na superfície permite que a água das diferentes camadas se misturem livremente, o que ocasiona a reciclagem de nutriente perdidos pela camada superficial durante o verão e também move o oxigênio da superfície para o fundo, o que aumenta a atividade biológica em todo o lago, esse fenômeno é conhecido como turnover ou a renovação do lago.

Estratificação do lago

## Relações Interespecíficas
Além da análise das adaptações de cada espécie individualmente, é necessário entender como é a dinâmica de interação entre as espécies que compartilham o mesmo ecossistema para que se possa entender o quadro geral e a influência da sazonalidade ambiental sobre a vida. Essa influência muitas vezes não é levada em consideração em diversos estudos sobre a ecologia de organismos, porém vem ganhando mais destaque devido a seu papel de promotora de diversos mecanismos de coexistência, já que permite uma desvinculação ou vinculação de comportamento de maneira mais precisa e uma maior especialização e aproveitamento das condições, mecanismos eficientes de diferenciação de nicho ecológico e consequentemente maior riqueza de espécies. Tal fato pode ser explicitado em casos do chamado efeito do armazenamento, onde há certa intercalação de períodos de sucesso e fracasso alimentar e reprodutivo entre as espécies de maneira que cada espécie consiga compensar períodos não tão positivos com o excedente anterior, levando a um equilíbrio com o passar dos ciclos de sazonalidade.

## Fotoperiodismo
Durante a década de 1920, dois pesquisadores americanos chamados Garner e Allard observaram que dois mutantes da soja e do fumo só floresciam quando eram expostos a uma quantidade de incidência solar menor que um valor crítico de horas. Este fenômeno foi denominado de fotoperiodismo. Quanto mais este fenômeno foi estudado, mais se descobriu sobre ele, inclusive que existem plantas que exibem um mecanismo inverso: só florescem se forem expostas a uma quantidade de luz maior que um valor crítico. Por exemplo, o Xanthium strumarium só floresce se for exposto a 14 horas de luz contínuas, sendo considerado uma planta de dia longo (florescendo no verão). Em cidades de latitude mais baixa, onde há uma incidência prolongada de luz solar, ou seja, um dia mais longo, essa planta mantém sua capacidade de florescimento. Já em localidades com latitude mais elevada, o dia acaba por ser mais curto e essas plantas não são expostas suficientemente à luz solar para que possam completar seu processo de florescimento. Desta forma, as mudanças de estações bem como a latitude relativa modificam consideravelmente o tempo de exposição dos ambientes naturais à luz solar, impactando de forma direta, as capacidades reprodutivas de várias espécies vegetais..